# Medugondanahalli, Channagiri
Medugondanahalli là một làng thuộc tehsil Channagiri, huyện Davanagere, bang Karnataka, Ấn Độ.